# Рыжеватая стеклянная лягушка
Рыжеватая стеклянная лягушка (лат. Nymphargus anomalus) — вид бесхвостых земноводных из семейства стеклянных лягушек, обитающий в Южной Америке. Видовое название происходит от греч. anomalos — «необычный», что связано с необычным окрасом данного вида.

## Описание
Это небольшая лягушка, размер самцов 21—25 мм, самок — 26—27 мм. Голова с большими выпуклыми глазами и несколько шире, чем остальное тело. Морда короткая и усечённая. Видна барабанная перепонка, верхний край которой едва прикрыт слабо развитой надтимпановой складкой. Ноздри располагаются почти на кончике морды. Хоаны мелкие и яйцевидные, расположены у края рта. Голосовые щели простираются от основания языка до углов челюсти. Кожа спины покрыта бородавками и усеяна шипиками. Брюхо и бёдра зернистые, остальные области гладкие. Пальцы передних лап лишь слегка перепончатые и имеют широкие диски. Пальцы задних лап на две трети перепончатые и имеют диски, которые круглее и немного меньше, чем на передних. Первый палец длиннее второго. По бокам пальцев имеется бахрома. Внутренний плюсневый бугорок большой и удлинённый в отличие от наружного плюсневого бугорка, который маленький и круглый.
Окрас рыжевато-коричневатый. По телу разбросаны пятна более тёмного цвета. Брюшная сторона кремово-рыжая и прозрачная. Кости белые.

## Образ жизни
Населяет туманные леса на высоте около 1700 м над уровнем моря. Обитает в растительности по берегам горных рек. Ведёт ночной образ жизни, питается мелкими насекомыми.

## Размножение
Это яйцекладущая лягушка. Самки прикрепляют яйца на мшистые ветви над ручьями.

## Распространение
Является эндемиком Эквадора. До 2009 года была известна только одна популяция в облачном лесу в Рио-Асуэла (провинция Напо). Однако, позже были открыты ещё две — вблизи национального парка Лланганатес и возле вулкана Сумако.